# Највећи хитови Песме Евровизије
Највећи хитови такмичења за песму Евровизије (познати и као Највећи хитови Евровизије ) је био телевизијски концертни програм уживо који је организовала Европска радиодифузна унија (EBU) и продуцирала Британска радиодифузна корпорација (BBC) у знак сећања на 60. годишњицу такмичења за Песму Евровизије. Концерт је одржан 31. марта 2015. у Eventim Apollo, у Хамерсмиту, Лондон. Гај Фриман је био извршни продуцент, а Џеф Познер режисер, обојица су били на истим позицијама као последњи пут када је Би-Би-Си био домаћин Песме Евровизије 1998 године. Сајмон Проктор је био старији продуцент, а Дејвид Арч музички директор концерта. Улазнице за догађај су пуштене у продају у 10:15 (GMT) 6. фебруара 2015.
Грејам Нортон и Петра Меде били су домаћини догађаја, на којем је петнаест извођача из тринаест земаља извело своје претходне песме за Евровизију. Током телевизијске емисије, видео монтаже из архиве Евровизије приказиване су између сваког наступа уживо. Пријава Велике Британије за Песму Евровизије 2015, „Still in Love with You“ од стране Electro Velvet, изведен је на концерту као уводни чин, али никада није емитован у телевизијској емисији. Riverdance је извео репризу своје песме у интервалима Eurovision 1994 у оквиру прославе годишњице.
Неколико земаља је потврдило да ће емитовати одложено емитовање концерта на различите датуме који су одговарали распореду емитера, укључујући Аустралију, која се прва такмичила на Песми Евровизије 2015. као џокер пријава. Домаћин BBC и ирски емитер (RTÉ) истовремено су емитовали емисију на Велики петак, 3. априла 2015, преко BBC One и RTÉ 2. Заузврат, неколико земаља је одлучило да не емитује догађај, укључујући Луксембург Luxembourg, који је имао учешће.

## Локација
Потврда је стигла 3. фебруара 2015. да ће се концерт одржати у Eventim Apollo, у Хамерсмиту, Лондон. Ово је био први пут да је Лондон био домаћин Евровизије од Плесног такмичења Евровизије 2007.

## Организација
22. октобра 2014. године објављено је да је EBU именовао британску емитер Би-Би-Си да копродуцира специјалну емисију поводом прославе шездесет година Песме Евровизије, сличну емисији Честитамо: 50 година Песме Евровизије која је трајала место 2005. Детаљи у вези са насловом емисије били су непознати у време када је објављено.
EBU је касније издао следеће саопштење у вези са 60. годишњицом: „На столу су разни узбудљиви предлози емитера чланица да прославимо 60. годишњицу након такмичења у мају, који су тренутно у завршној фази евалуације. Очекује се одлука ускоро, па останите са нама!". Edgar Böhm, извршни продуцент Песме Евровизије 2015. рекао је у интервјуу да је Би-Би-Си изабран за домаћина посебне јубиларне емисије. Гај Фриман је именован за извршног продуцента догађаја, уз помоћ старијег продуцента Сајмона Проктора, сценарио су заједно написали Едвард аф Силен, Данијел Рен, Кристин Роуз и Сајмон Проктор, док је редитељ био Џеф Познер, који је претходно режирао Песма Евровизије 1998. у Бирмингему.

### Водитељи
Дана 3. фебруара 2015, најављено је да ће Грејем Нортон и Петра Меде заједно водити концертну емисију. Нортон, који је заједно са Клаудијом Винклман водиотакмичење Плес Евровизије 2007 и 2008  је такође актуелни ТВ коментатор за Уједињено Краљевство. Меде је била домаћин Мелодифестивалена 2009 (шоу националне селекције Шведске), домаћин Песме Евровизије 2013  и касније ко-водитељ Песме Евровизије 2016 .

### Улазнице
Улазнице за јубиларни концерт пуштене су у продају од 10:15 (GMT) 6. фебруара 2015. преко сајта Би-Би-Сија Евровизија и званичног сајта Песме Евровизије.

## Програм
Концерт је снимљен уживо 31. марта 2015. у Евентим Аполу, Лондон; омогућавајући емитерима који учествују у програму слободу емитовања програма на датум и на канал који је погодан за њихов распоред емитовања. Петнаест уметника из тринаест земаља учествовало је на гала манифестацији поводом шездесетогодишњице. Као почасни гост у публици се појавио први победник такмичења (1956. године), Лис Асија. Током емитовања, видео монтаже су биле приказане пре сваке пријаве, приказујући снимке са такмичења за ту годину, а завршавају се снимцима са Песме Евровизије за песму која је требало да се појави на сцени. Рекапитулације монтажа Евровизије у последњих шездесет година такође су емитоване између наступа. Оне су се понекад разликовале између UK/BBC и не-UK емисија због одобрења ауторских права и биле су следеће:
1. Teach-In – "Ding-a-dong": Холандија, 1975.
2. Оливија Њутон Џон – "Long Live Love": Уједињено Краљевство, 1974
3. Селин Дион – "Ne partez pas sans moi": Швајцарска, 1988.
4. Jedward – "Lipstick": Ирска, 2011.
5. ABBA – "Waterloo": Шведска, 1974.
6. Серебро – "Song#1": Русија, 2007.
7. Изар Коен и Алфабета – "A-Ba-Ni-Bi": Израел, 1978.
8. Кети Кирби – "I Belong": Уједињено Краљевство, 1965.
9. Bucks Fizz – "Making Your Mind Up": Уједињено Краљевство, 1981.
10. Sonia – "Better the Devil You Know": Уједињено Краљевство, 1993.
11. Imaani – "Where Are You?": Уједињено Краљевство, 1998.
12. Lynsey de Paul и Mike Moran – "Rock Bottom": Уједињено Краљевство, 1977.
13. Michael Ball – "One Step Out of Time": Уједињено Краљевство, 1992.
14. Клиф Ричард – "Congratulations": Уједињено Краљевство, 1968.
15. Сенди Шо – "Puppet on a String": Уједињено Краљевство, 1967.
16. Dana Rosemary Scallon – "All Kinds of Everything": Ирска, 1970.
17. Sheeba – "Horoscopes": Ирска, 1981.
18. Amina Annabi – "Le Dernier qui a parlé...": Француска, 1991.
19. Roberto Bellarosa – "Love Kills": Белгија, 2013.
20. Wig Wam – "In My Dreams": Норвешка, 2005.
21. Ira Losco – "7th Wonder": Малта, 2002.
22. Лена Мајер Ландрут – "Satellite": Немачка, 2010.
23. Niamh Kavanagh – "In Your Eyes": Ирска, 1993.
24. Birthe Kjaer – "Vi maler byen rød": Данска, 1989.

### Отварање и интервалне радње
Electro Velvet су извели своју пријаву представљајући Велику Британију на такмичењу за песму Евровизије 2015, "Still in Love with You". Овај наступ се није појавио у телевизијској емисији, већ је урађен искључиво за публику у самој концертној дворани и касније је постављен на странице Би-Би-Сија на друштвеним мрежама и на Јутјуб каналу. Интервал за шоу је био Riverdance. Састоји се од традиционалне ирске музике и плеса, са ирским шампионима у плесу Жан Батлер и Мајклом Флетлијем, са партитуром коју је компоновао Бил Вилан, а настала је као интервални наступ током Песме Евровизије 1994. године.

### Представе
На јубиларном концерту учествовало је петнаест евровизијских извођача из тринаест земаља. Иако је BBC првобитно потврдио четрнаест извођача, касније је 5. марта 2015. објављено да ће се норвешки Бобисокс придружити постави повећавајући укупан број на петнаест. Видео монтаже су приказане пре сваке пријаве, приказујући снимке са такмичења те године, завршавајући снимцима са такмичења за песму Евровизије за пријаву која је требало да се појави на бини.
| Ред | Година | Држава               | Уметник            | Песма                           | Језик                                     |
| --- | ------ | -------------------- | ------------------ | ------------------------------- | ----------------------------------------- |
| 01  | 2013.  | Данска               | Емели де Форест    | "Only Teardrops"                | Енглески                                  |
| 02  | 1973.  | Луксембург           | Ен-Мари Дејвид     | "Tu te reconnaîtras"            | Француски, Енглески                       |
| 03  | 1984.  | Шведска              | Herreys            | "Diggi-Loo Diggi-Ley"           | Енглески, Шведски                         |
| 04  | 1998.  | Израел               | Дана Интернашонал  | "Diva"                          | Хебрејски                                 |
| 05  | 2000.  | Данска               | Браћа Олсен        | "Fly on the Wings of Love"      | Енглески                                  |
| 06  | 1976.  | Уједињено Краљевство | Brotherhood of Man | "Save Your Kisses For Me"       | Енглески                                  |
| 07  | 1968.  | Шпанија              | Роса Лопез         | "La, la, la"                    | Шпански                                   |
| 07  | 1969.  | Шпанија              | Роса Лопез         | "Vivo cantando"                 | Шпански                                   |
| 07  | 1973.  | Шпанија              | Роса Лопез         | "Eres tú"                       | Шпански                                   |
| 07  | 2002.  | Шпанија              | Роса Лопез         | "Europe's Living a Celebration" | Шпански, Енглески                         |
| 08  | 1982.  | Немачка              | Nicole Seibert     | "Ein bißchen Frieden"           | Енглески, Италијански, Немачки, Француски |
| 09  | 2006.  | Финска               | Lordi              | "Hard Rock Hallelujah"          | Енглески                                  |
| 10  | 2001.  | Француска            | Наташа Сен-Пјер    | "Je n'ai que mon âme"           | Француски, Енглески                       |
| 11  | 2008.  | Русија               | Дима Билан         | "Believe"                       | Енглески                                  |
| 11  | 2006.  | Русија               | Дима Билан         | "Never Let You Go"              | Енглески                                  |
| 12  | 1985.  | Норвешка             | Бобисокс           | "La det swinge"                 | Норвешки, Енглески                        |
| 13  | 2012.  | Шведска              | Лорен              | "Euphoria"                      | Енглески                                  |
| 14  | 1980.  | Ирска                | Џони Логан         | "What's Another Year"           | Енглески                                  |
| 14  | 1992.  | Ирска                | Џони Логан         | "Why Me?"                       | Енглески                                  |
| 14  | 1987.  | Ирска                | Џони Логан         | "Hold Me Now"                   | Енглески                                  |
| 15  | 2014.  | Аустрија             | Кончита Вурст      | "Rise Like a Phoenix"           | Енглески                                  |

### Реприза представе
Сви уметници који су учествовали извели су мешавину неких од највећих хитова Песме Евровизије на енглеском језику, као репризу на крају емисије. Ен-Мари Дејвид је извела Израелску победничку песму 1979 године, "Алелуја". Шведски трио Herreys отпевао је „Nel blu dipinto di blu“, која је завршила на трећем месту на такмичењу за Италију Italy Доменика Модуња. "Making Your Mind Up" Бакса Физа, победничку песму за Уједињено Краљевство 1981 године, извео је Бобисокс. Реприза је завршена тако што су Кончита Вурст и Дана Интернашионал предводили све преостале извођаче осим (Лорен) назад на сцену да отпевају победничку песму групе АББА за Шведску из 1974, „Ватерлоо“.

## Емисије
Пошто емисија није емитована уживо, национални емитери који су учествовали су могли да емитују емисију на датум и на канал који је био погодан за њихов распоред емитовања. Неки емитери – као што су Аустрија и Шведска – снимили су додатне линкове и интервјуе у Лондону за своје гледаоце и они су коришћени као прегледи за главну емисију.
Емисију је гледало 1,89 милиона гледалаца у Уједињеном Краљевству са тржишним уделом од 9,5%.

### Коментатори
Следеће земље, наведене по редоследу датума емитовања, потврдиле су да ће емитовати емисију поводом годишњице.
| Датум емитовања | Држава               | Станица                        | Коментатори                          |
| --------------- | -------------------- | ------------------------------ | ------------------------------------ |
| 3. април 2015.  | Ирска                | RTÉ2                           | Без коментара                        |
| 3. април 2015.  | Уједињено Краљевство | BBC One                        | Без коментара                        |
| 4. април 2015.  | Белгија              | Eén                            | Peter Van de Veire                   |
| 4. април 2015.  | Исланд               | RÚV                            | Без коментара                        |
| 4. април 2015.  | Норвешка             | NRK1                           | Без коментара                        |
| 4. април 2015.  | Финска               | Yle Fem                        | Sarah Dawn Finer и Christer Björkman |
| 4. април 2015.  | Шведска              | SVT1 and SVT World             | Sarah Dawn Finer и Christer Björkman |
| 5. април 2015.  | Албанија             | RTSH                           | Без коментара                        |
| 5. април 2015.  | Русија               | C1R                            | Yury Aksyuta и Svetlana Zeynalova    |
| 5. април 2015.  | Сан Марино           | SMRTV                          | Без коментара                        |
| 11. април 2015. | Финска               | Yle TV2                        | Без коментара; Фински титлови        |
| 11. април 2015. | Израел               | Channel 1                      | Без коментара                        |
| 13. април 2015. | Бугарска             | BNT1                           | Без коментара                        |
| 19. април 2015. | Бугарска             | BNT2                           | Без коментара                        |
| 25. април 2015. | Летонија             | LTV1                           | Aigars Rozenbergs                    |
| 26. април 2015. | Португалија          | RTP1                           | Júlio Isidro                         |
| 2. мај 2015.    | Словенија            | TV SLO 1                       | Без коментара                        |
| 4. мај 2015.    | Уједињено Краљевство | BBC Radio 2                    | Грејам Нортон                        |
| 12. мај 2015.   | Белгија              | La Une                         | Jean-Louis Lahaye и Maureen Louys    |
| 16. мај 2015.   |                      |                                |                                      |
| Данска          | DR1                  | Ole Tøpholm                    |                                      |
| Немачка         | NDR and MDR          | Peter Urban                    |                                      |
| Грчка           | NERIT1 and N HD      | Без коментара; Greek subtitles |                                      |
| Румунија        | TVR1 and TVR HD      | Без коментара                  |                                      |
| 17. мај 2015.   | Аустрија             | ORF eins                       | Andi Knoll                           |
| 19. мај 2015.   | Швајцарска           | SRF zwei (part 1)              | Sven Epiney                          |
| 20. мај 2015.   | Француска            | France 2                       | Virginie Guilhaume                   |
| 21. мај 2015.   | Швајцарска           | SRF zwei (part 2)              | Sven Epiney                          |
| 21. мај 2015.   | Аустралија           | SBS One                        | Без коментара                        |
| 22. мај 2015.   | Естонија             | ETV                            | Без коментара                        |
| 22. мај 2015.   | Немачка              | EinsFestival                   | Peter Urban                          |
| 23. мај 2015.   | Србија               | RTS                            | Без коментара                        |
| 23. мај 2015.   | Шпанија              | La 1                           | José María Íñigo и Julia Varela      |

### Земље које се не емитују
Следеће земље су одбиле да емитују емисију:
- Јерменија (ARMTV)[33]
- Чешка (ČT)[34]
- Луксембург (RTL)[35]
- Северна Македонија (MKRTV)[36]
- Холандија (AVROTROS)[37]
- Украјина (NTU)[38]

Следеће земље, које су бар једном учествовале на Песми Евровизије, нису објавиле своје планове о томе да ли ће емитовати емисију.
- Андора
- Азербејџан
- Белорусија
- Босна и Херцеговина
- Хрватска
- Кипар
- Грузија
- Мађарска
- Италија
- Литванија
- Малта
- Молдавија
- Монако
- Црна Гора
- Мароко
- Пољска
- Словачка
- Турска